# クリムスカヤ
クリムスカヤ（英：Krymskaja）は、ロシア原産のサイトハウンド犬種のひとつである。

## 歴史など
古くからロシアに存在する犬種であるが、その生い立ちなどは全く分かっていない。ボルゾイが登場する16世紀以前に誕生した犬種であるといわれている。
ゴルスカヤという犬種と共に、スホルタイという犬種の作出に大きくかかわっている2大先祖であるが、スホルタイの生い立ちが語られる時以外にはめったに触れられることがない犬種である。しかし、スホルタイの歴史には絶対に欠かすことが出来ない大きな存在であるとされている。
主にタカを伴った狩猟や、1〜3頭でのサイトハント（視覚猟）に用いられていた。いずれの狩猟形態も鋭い視覚を駆使して獲物を捜索し、サイトハウンドの持ち味である俊足で一気に加速して獲物を仕留めた。獲物は主にノウサギを狩っていた。
現在は絶滅しているが、いつごろ絶滅したかはっきりとはわかっていない。しかし、スホルタイの誕生後まもなく絶滅したと見られている。

## 特徴
資料が乏しいため、詳細な容姿・性質は知られていない。スホルタイやグレイハウンドと同じサイトハウンドタイプの犬種で、細身で脚が長く、身体能力が非常に優れた大型犬であったといわれている。